# Obyvatelná zóna

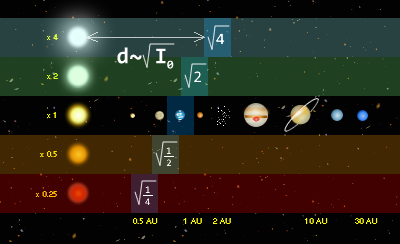
Modelové zobrazení umístění obyvatelné zóny u různě výkonných hvězd
x1 = Solární planetární systém

Obyvatelná zóna je v astronomii užívaný termín pro oblast kolem hvězdy, v níž by se mohl vyskytovat život. Jinými slovy jedná se o oblast, v níž nacházející se planeta přijímá takové množství hvězdné energie, které povrch planety nepřehřívá ani naopak nenechává přespříliš chladným.
Ve sluneční soustavě se v obyvatelné zóně nachází planeta Země. Sousední planety (Venuše a Mars), které jsou Zemi natolik podobné, že by mohly nést život, jsou však již na hranicích tohoto pásma a tak se ani na jedné nemůže voda udržet v kapalném stavu. Na Venuši panují teploty tak vysoké, že s pozemským životem jsou neslučitelné, zatímco naopak Mars se potýká s nízkými teplotami (také i kvůli velmi řídké atmosféře) a značnými teplotními rozdíly mezi dnem a nocí.
Šíře zóny a její vzdálenost od hvězdy se mění v závislosti na velikosti hvězdy a emisi energie. Jak obrázek zobrazuje, hvězdy s nižším výkonem než Slunce mají obyvatelnou zónu na mnohem bližších oběžných drahách, odpovídajících přibližně Venuši či dokonce Merkuru, zatímco planety ve vzdálenosti Země by se potýkaly s nedostatkem tepla a byly by proto jen s obtížemi obyvatelné či vůbec.
Naopak hvězdy větší mají obyvatelnou zónu na vzdálenějších oběžných drahách, sahajících až na úroveň našich plynných obrů, zatímco planety ve vzdálenosti Země by byly žhavé a neobyvatelné. Existence života na samotných plynných obrech se nepředpokládá, obyvatelná zóna na úrovni plynných obrů by však mohla znamenat vznik života na některém z jejich měsíců.

## Neostrá hranice zóny
To, zda bude povrch planety zásoben vhodnou teplotou příhodnou pro život však není závislé výlučně na energii přijaté z centrální hvězdy, ale může zde působit více vlivů.

### Vnitřní teplota
Ačkoliv se teplota směrem od jádra k povrchu snižuje (teplota zemského jádra činí cca 5 800 Kelvinů), přesto je vnitřní teplo planety schopno částečně prohřívat i její povrch a v případě potřeby dát povrchu tolik dodatečného tepla, že na něm budou podmínky vhodné pro vznik života, třebaže by se planeta samotná (či případně měsíc) nacházela v takové vzdálenosti od své hvězdy, že by jen její energie k tomuto nepostačovala.

### Atmosféra
Dalším důležitým faktorem pro teplotu povrchu planety je působení atmosféry, které lze pozorovat i na naší planetě. Ačkoliv se stále vedou spory o příčině, rostoucí množství skleníkových plynů v atmosféře Země způsobuje zvyšování průměrné teploty. A podobně je tomu i na Venuši, jejíž atmosféra je tvořena ze značné části (96 %) oxidem uhličitým. Ten v této koncentraci způsobuje silný skleníkový efekt, jehož důsledkem má povrch planety teplotu v průměru přes 450 °C. Naopak Mars má atmosféru velmi řídkou (atmosférický tlak při povrchu se pohybuje v rozmezí 600 až 1000 Pa, tedy zhruba 100–150krát méně než na Zemi) a její schopnost zadržovat teplo je minimální. To zapříčiňuje i značné teplotní výkyvy mezi osvětlenou a od Slunce odvrácenou stranou planety (rozdíl mezi dnem a nocí dosahuje až 80 °C).

### Působení plynných obrů
Vlastní teplota plynného obra (vnitřní teplota Jupiteru dosahuje až 20 000 Kelvinů) by mohla svým dodatečným teplem dodávaným na povrch měsíce protáhnout obyvatelnou zónu, či dokonce vytvořit druhou, a umožnit tak na svém měsíci život, třebaže by se ten (v závislosti pouze na energii z centrální hvězdy) nacházel již za hranicí zóny. Takovéto protažení či vytvoření druhé zóny však může nastat jenom tehdy, pokud by energie z hvězdy a z plynného obra tvořila v souhrnu dostatečné množství pro vytvoření podmínek podporujících život. Případný tepelný vliv plynného obra se však vztahuje pouze na jeho vlastní měsíce, nikoliv na okolní planety.
I zde může k obyvatelnosti dopomoci i vnitřní energie měsíce, takže výsledná teplota na povrchu může být úhrnem čtyř faktorů: hvězda, plynný obr, vlastní jádro a vlastní atmosféra.

## Otázka skutečné šíře zóny
Obyvatelná zóna, jak je vymezována v současnosti, odpovídá životu podobnému pozemskému. O formách života založeného na odlišných podmínkách a principech, než je život pozemský, se zatím nelze než dohadovat, neboť žádná taková forma života není zatím známa. Jejich existenci však nelze zatím ani vyloučit a tak je možné, že se někde ve vesmíru může vyskytovat život i mimo oblast vymezenou obyvatelnou zónou.[zdroj?]